# 格罗滕迪克-黎曼-罗赫定理
代数几何中，格罗滕迪克-黎曼-罗赫定理是关于相干层上同调的意义深远的结果。它是关于复流形的希策布鲁赫-黎曼-罗赫定理的推广，其又是对紧黎曼曲面上线丛的经典黎曼-罗赫定理的推广。
黎曼-罗赫型定理将向量丛上同调的欧拉示性数与其拓扑度，或更一般地与其（上）同调中的示性类或其代数类似物联系起来。经典的黎曼-罗赫定理针对的是曲线和线丛，而希策布鲁赫-黎曼-罗赫定理将其推广到流形上的向量丛。格罗滕迪克-黎曼-罗赫定理将这两个定理置于两个流形（或更一般的概形）之间态射的相对情形中，并将该定理丛关于单一丛的陈述变为适用于层的链复形的陈述。
格罗滕迪克-黎曼-罗赫定理对阿蒂亚-辛格指标定理的发展影响深远，反过来，格罗滕迪克-黎曼-罗赫定理的复分析类比也可以用族的指标定理来证明。1957年，亚历山大·格罗滕迪克在一份后来出版的手稿中给出了首个证明。、Armand Borel与让-皮埃尔·塞尔撰写并发表了他的证明（1958）。后来，格罗滕迪克与合作者对证明进行了简化与推广。

## 公式
令X为域上的光滑拟射影概形，凝聚层的有界复形的格罗滕迪克群{\displaystyle K_{0}(X)}规范同构（canonically isomorphic）于秩有限向量丛的有界复形的格罗滕迪克群。利用这种同构，将陈示性（陈类的有理组合）视作一种函子式变换：
{\displaystyle \mathrm {ch} \colon K_{0}(X)\to A(X,\mathbb {Q} ),}
其中{\displaystyle A_{d}(X,\mathbb {Q} )}是d维的X上的循环的周群，模去有理等价，以有理数张开。若X定义在复数上，则后一个群映射到拓扑上同调群：
{\displaystyle H^{2\dim(X)-2d}(X,\mathbb {Q} ).}
现在考虑光滑拟射影概形与{\displaystyle X}上的层{\displaystyle {{\mathcal {F}}^{\bullet }}}的有界复形之间的真射{\displaystyle f\colon X\to Y}。
格罗滕迪克-黎曼-罗赫定理涉及前推映射
{\displaystyle f_{!}=\sum (-1)^{i}R^{i}f_{*}\colon K_{0}(X)\to K_{0}(Y)}
（高阶直像的交替和）与前推
{\displaystyle f_{*}\colon A(X)\to A(Y),}
由公式
{\displaystyle \mathrm {ch} (f_{!}{\mathcal {F}}^{\bullet })\mathrm {td} (Y)=f_{*}(\mathrm {ch} ({\mathcal {F}}^{\bullet })\mathrm {td} (X)).}
其中{\displaystyle \mathrm {td} (X)}是X（的切丛）的Todd属。因此，定理给出了度量上述前推的缺乏交换性的方法，并表明所需的修正函子只取决于X、 Y。事实上，由于Todd属在正合序列中是函子、乘法的，可以将格罗滕迪克-黎曼-罗赫公式重写为
{\displaystyle \mathrm {ch} (f_{!}{\mathcal {F}}^{\bullet })=f_{*}(\mathrm {ch} ({\mathcal {F}}^{\bullet })\mathrm {td} (T_{f})),}
其中{\displaystyle T_{f}}是f的相对切层，定义为元素{\displaystyle TX-f^{*}(TY)\in K_{0}(X)}。例如，当f是光滑态射时，{\displaystyle T_{f}}就只是向量丛，即沿f的纤维的切丛。
Navarro & Navarro (2017)运用A1同伦论，将格罗滕迪克-黎曼-罗赫定理推广到f是两光滑概形间的真映射。

## 泛化与特化
考虑组合{\displaystyle \mathrm {ch} (-)\mathrm {td} (X)}的适当推广，可将定理推广到非光滑情况；考虑具有紧支集的上同调，可将定理推广到非真（non-proper）情况。
算术黎曼-罗赫定理将格罗滕迪克-黎曼-罗赫定理推广到算术概形（arithmetic scheme）。
希策布鲁赫-黎曼-罗赫定理（本质上）是Y为点、域为复数域的特例。
有向上同调论的黎曼-罗赫定理由Ivan Panin与Alexander Smirnov提出。它涉及代数有向上同调论之间的乘法（如代数配边）。格罗滕迪克-黎曼-罗赫定理是这结果的特殊情况，这时自然会出现陈示性。

## 例子

### 曲线上的向量丛
域{\displaystyle k}的光滑射影曲线上秩为{\displaystyle n}、度为{\displaystyle d}（定义为其行列式；或等价地，其第一陈类的度）的向量丛{\displaystyle E\to C}有类似于线丛的黎曼-罗赫形式的公式。若取点{\displaystyle X=C}、{\displaystyle Y=\{*\}}，则格罗滕迪克-黎曼-罗赫公式可理解为
{\displaystyle {\begin{aligned}\mathrm {ch} (f_{!}{\mathcal {F}}^{\bullet })&=h^{0}(C,E)-h^{1}(C,E)\\f_{*}(\mathrm {ch} (E)\mathrm {td} (X))&=f_{*}((n+c_{1}(E))(1+(1/2)c_{1}(T_{C})))\\&=f_{*}(n+c_{1}(E)+(n/2)c_{1}(T_{C}))\\&=f_{*}(c_{1}(E)+(n/2)c_{1}(T_{C}))\\&=d+n(1-g);\end{aligned}}}
于是
{\displaystyle \chi (C,E)=d+n(1-g).}
此式也适于秩为{\displaystyle n}、度为{\displaystyle d}的相干层。

### 光滑真射
格罗滕迪克-黎曼-罗赫公式的优点之一是可解释为希策布鲁赫-黎曼-罗赫公式的相对版本。例如，光滑态射{\displaystyle f\colon X\to Y}的纤维都是等维的（在基变为{\displaystyle \mathbb {C} }时作为拓扑空间是同构的）。在模理论中考虑由模空间{\displaystyle {\mathcal {M}}}对光滑真空间进行参数化时，这事实非常好用。例如，戴维·芒福德用它推导了代数曲线模空间上的周环关系。

#### 曲线的模
对{\displaystyle g}属曲线（且无标记点）的模叠{\displaystyle {\overline {\mathcal {M}}}_{g}}，有通用曲线{\displaystyle \pi \colon {\overline {\mathcal {C}}}_{g}\to {\overline {\mathcal {M}}}_{g}}，其中{\displaystyle {\overline {\mathcal {C}}}_{g}={\overline {\mathcal {M}}}_{g,1}}是属{\displaystyle g}曲线和一个标记点的模叠。然后定义重言类
{\displaystyle {\begin{aligned}K_{{\overline {\mathcal {C}}}_{g}/{\overline {\mathcal {M}}}_{g}}&=c_{1}(\omega _{{\overline {\mathcal {C}}}_{g}/{\overline {\mathcal {M}}}_{g}})\\\kappa _{l}&=\pi _{*}(K_{{\overline {\mathcal {C}}}_{g}/{\overline {\mathcal {M}}}_{g}}^{l+1})\\\mathbb {E} &=\pi _{*}(\omega _{{\overline {\mathcal {C}}}_{g}/{\overline {\mathcal {M}}}_{g}})\\\lambda _{l}&=c_{l}(\mathbb {E} )\end{aligned}}}
其中{\displaystyle 1\leq l\leq g}与{\displaystyle \omega _{{\overline {\mathcal {C}}}_{g}/{\overline {\mathcal {M}}}_{g}}}是相关的对偶化层。注意{\displaystyle \omega _{{\overline {\mathcal {C}}}_{g}/{\overline {\mathcal {M}}}_{g}}}在点{\displaystyle [C]\in {\overline {\mathcal {M}}}_{g}}上的纤维，这就是对偶化层{\displaystyle \omega _{C}}。可利用格罗滕迪克-黎曼-罗赫定理找到光滑轨迹的周环{\displaystyle A^{*}({\mathcal {M}}_{g})}上的{\displaystyle \kappa _{i}}之和 (corollary 6.2)，从而找到描述{\displaystyle \lambda _{i}}的{\displaystyle \lambda _{i}}、{\displaystyle \kappa _{i}}间的关系。由于{\displaystyle {\overline {\mathcal {M}}}_{g}}是光滑德利涅-芒福德叠，可考虑由概形{\displaystyle {\tilde {\mathcal {M}}}_{g}\to {\overline {\mathcal {M}}}_{g}}的覆盖，对某个有限群{\displaystyle G}可给出{\displaystyle {\overline {\mathcal {M}}}_{g}=[{\tilde {\mathcal {M}}}_{g}/G]}。对{\displaystyle \omega _{{\tilde {\mathcal {C}}}_{g}/{\tilde {\mathcal {M}}}_{g}}}应用格罗滕迪克-黎曼-罗赫定理，可得
{\displaystyle \mathrm {ch} (\pi _{!}(\omega _{{\tilde {\mathcal {C}}}/{\tilde {\mathcal {M}}}}))=\pi _{*}(\mathrm {ch} (\omega _{{\tilde {\mathcal {C}}}/{\tilde {\mathcal {M}}}})\mathrm {Td} ^{\vee }(\Omega _{{\tilde {\mathcal {C}}}/{\tilde {\mathcal {M}}}}^{1}))}
因为
{\displaystyle \mathbf {R} ^{1}\pi _{!}({\omega _{{\tilde {\mathcal {C}}}_{g}/{\tilde {\mathcal {M}}}_{g}}})\cong {\mathcal {O}}_{\tilde {M}},}
由上式可知
{\displaystyle \mathrm {ch} (\mathbb {E} )=1+\pi _{*}({\text{ch}}(\omega _{{\tilde {\mathcal {C}}}/{\tilde {\mathcal {M}}}}){\text{Td}}^{\vee }(\Omega _{{\tilde {\mathcal {C}}}/{\tilde {\mathcal {M}}}}^{1})).}
这样，{\displaystyle \mathrm {ch} (\mathbb {E} )}的计算可以进一步减少。在偶数维{\displaystyle 2k}，
{\displaystyle {\text{ch}}(\mathbb {E} )_{2k}=0.}
另外在1维，
{\displaystyle \lambda _{1}=c_{1}(\mathbb {E} )={\frac {1}{12}}(\kappa _{1}+\delta ),}
其中{\displaystyle \delta }是边界上的一个类。{\displaystyle g=2}时，在光滑轨迹{\displaystyle {\mathcal {M}}_{g}}上有如下关系
{\displaystyle {\begin{aligned}\lambda _{1}&={\frac {1}{12}}\kappa _{1}\\\lambda _{2}&={\frac {\lambda _{1}^{2}}{2}}={\frac {\kappa _{1}^{2}}{288}}\end{aligned}}}
可通过分析{\displaystyle \mathbb {E} }的陈示性推得。

### 闭嵌入
闭嵌入{\displaystyle f\colon Y\to X}也可用格罗滕迪克-黎曼-罗赫公式描述，其显示了公式成立的另一种非平凡情形。对{\displaystyle n}维光滑簇{\displaystyle X}及余维为{\displaystyle k}的子簇{\displaystyle Y}，有
{\displaystyle c_{k}({\mathcal {O}}_{Y})=(-1)^{k-1}(k-1)![Y]}
由短正合序列
{\displaystyle 0\to {\mathcal {I}}_{Y}\to {\mathcal {O}}_{X}\to {\mathcal {O}}_{Y}\to 0},
有下式
{\displaystyle c_{k}({\mathcal {I}}_{Y})=(-1)^{k}(k-1)![Y]}
for the ideal sheaf since {\displaystyle 1=c({\mathcal {O}}_{X})=c({\mathcal {O}}_{Y})c({\mathcal {I}}_{Y})}.

## 应用

### 模空间的准射影性
过两天都是-黎曼-罗赫公式可用于证明粗糙模空间{\displaystyle M}（如有尖代数曲线的模空间{\displaystyle M_{g,n}}）可嵌入到射影空间，因此是准射影簇。这可以通过观察{\displaystyle M}上的规范相伴层（canonically associated sheaf）、研究相伴线丛的度实现。例如，{\displaystyle M_{g,n}}有曲线族
{\displaystyle \pi \colon C_{g,n}\to M_{g,n}}
有截面
{\displaystyle s_{i}\colon M_{g,n}\to C_{g,n}}
对应标记点。由于每根纤维都有规范丛{\displaystyle \omega _{C}}，有相伴线丛
{\displaystyle \Lambda _{g,n}(\pi )=\det(\mathbf {R} \pi _{*}(\omega _{C_{g,n}/M_{g,n}}))}
及
{\displaystyle \chi _{g,n}^{(i)}=s_{i}^{*}(\omega _{C_{g,n}/M_{g,n}}).}
于是
{\displaystyle \Lambda _{g,n}(\pi )\otimes \left(\bigotimes _{i=1}^{n}\chi _{g,n}^{(i)}\right)}
是丰沛线丛:209，因此粗糙模空间{\displaystyle M_{g,n}}是准射影的。

## 历史
亚历山大·格罗滕迪克的黎曼-罗赫定理最初是在1956–1957年左右写给让-皮埃尔·塞尔的一封信中提出的。1957年，在第一届波恩工作会议（Bonn Arbeitstagung）上公开发表，随后塞尔和Armand Borel在普林斯顿大学组织了一次研讨会来理解它。最后发表的论文实际上就是Borel–塞尔的论述。
格罗滕迪克方法的意义在于以下几点。首先，格罗滕迪克改变了陈述本身：人们当时认为定理是关于代数簇的，而格罗滕迪克指出其实际上是簇间态射的定理。他找到了正确的推广，使证明变得简单，而结论变得更宽泛。简言之，格罗滕迪克将一种强范畴方法一项艰巨的分析。此外，如上所述，格罗滕迪克引入了K-群，为代数K-理论铺平了道路。